# بطولة ريو دي جانيرو للتنس
بطولة ريو دي جانيرو للتنس (بالإنجليزية: Rio de Janeiro Open)‏ هي بطولة تنس للمحترفين كانت تُقام في مدينة ريو دي جانيرو البرازيلية على الأراضي الترابية، بدأت البطولة في سنة 1989، وتم إلغائها سنة 1990.

## نتائج البطولة

### الفردي
| السنة | البطل     | الوصيف        | النتيجة       |
| ----- | --------- | ------------- | ------------- |
| 1989  | لويس ماتر | مارتن جايت    | 6–4, 5–7, 6–4 |
| 1990  | لويس ماتر | أندرو سيزنيجر | 6–4, 6–4      |

## الزوجي
| السنة | البطل                   | الوصيف                    | النتيجة       |
| ----- | ----------------------- | ------------------------- | ------------- |
| 1989  | خورخي لوزانو تود ويتسكن | باتريك ماكنرو تيم ويلكسون | 2–6, 6–4, 6–4 |
| 1990  | براين جارو سفين سالوما  | نيلسون آيرتس فرناندو روز  | 7–5, 6–3      |

## إنظر أيضًا
- بطولة ريو للتنس